# Армия освобождения Португалии
Армия освобождения Португалии (порт. Exército de Libertação de Portugal, ELP), в русскоязычных источниках — Португальская армия освобождения, Армия португальского освобождения, ПАО, ЭЛП — португальское ультраправое антикоммунистическое парамилитарное формирование середины 1970-х годов. Состояла из бывших агентов ПИДЕ, членов Португальского легиона, праворадикальных активистов. Вела вооружённую борьбу против компартии и леворадикальных сил, совершила десятки терактов. Сыграла видную роль в событиях Жаркого лета. Являлась наиболее радикальным элементом правых сил Португалии. Основатель и лидер — Барбьери Кардозу.

## Левый крен и правый отпор
25 апреля 1974 года португальская Революция гвоздик свергла правоавторитарный режим Марселу Каэтану, преемника Антониу Салазара. Переворот оказался полной неожиданностью для правой части португальского общества. Пришедшее к власти Движение вооружённых сил испытывало сильное влияние леворадикальных идей и Португальской компартии (ПКП).
Первоначально лидером революционных властей стал генерал Антониу ди Спинола. Он возглавил Совет национального спасения и занял президентский пост. Но динамика революции стремительно сдвигалась влево на фоне нараставшей анархии. Быстро росло влияние ПКП. Такие видные деятели, как Отелу Сарайва ди Карвалью, Вашку Гонсалвиш, Алвару Куньял прямо называли социализм целью португальской революции и ассоциировали с перспективой советизации Португалии.
В сентября 1974 года консервативные сторонники Спинолы попытались провести в Лиссабоне массовые акции «молчаливого большинства». 28 сентября демонстрация была сорвана властями, 30 сентября 1974 Спинола вынужден был подать в отставку. Оппозиционные организации — MFP/PP, MPP, PL, PTDP, PNP, MAP — объявлены вне закона.
Радикально правые круги стали переходить к жёстким методам сопротивления, вплоть до политического насилия. Структурным выражением этой тенденции стала Армия освобождения Португалии (ELP, ЭЛП), учреждённая 6 января 1975 года. Под освобождением понимался вооружённый отпор марксизму. Подготовка к созданию праворадикальной боевой организации, по некоторым сведениям, началась ещё в августе. Но конкретно возникновение ЭЛП впоследствии прямо увязывалось с неудачей в целом мирного (хотя включавшего радикальные призывы) протеста «молчаливого большинства».

## Структура и идеология

### Специфика
Деятельность ЭЛП часто связывается с именем Спинолы, однако прямого отношения к этой организации генерал не имел. Спинола возглавлял не ЭЛП, а Демократическое движение за освобождение Португалии (МДЛП) — организацию близкую, но отнюдь не тождественную.

— Эти организации были связаны общей стратегией?

— Учитывая личность лидера МДЛП генерала Спинолы, никакая общая стратегия не могла быть действенной… Если сравнивать, то МДЛП — это прежде всего военные. ЭЛП — это люди дна. Бывшие агенты ПИДЕ, легионеры, ностальгисты по старому режиму, лица, связанные с фашистским интернационалом…

### Руководство
Во главе Армии освобождения Португалии стоял Барбьери Кардозу. Длительное время он был заместителем директора ПИДЕ и считался «лучшим инспектором» политической полиции Нового государства. Кардозу курировал в ПИДЕ африканское направление и особые спецоперации, подобные убийству генерала Делгаду.
Ближайшими помощниками Барбьери Кардозу в ЭЛП были Франсишку Браганса ван Уден и Жозе Алмейда Араужу. Ван Уден — выходец из традиционной аристократии, сын инфанты Марии Аделаиды и правнук короля Мигела I, отставной капитан парашютно-десантных войск, участник колониальной войны — руководил военно-диверсионным направлением. Алмейда Араужу — архитектор и предприниматель, один из лидеров крайне правой Либеральной партии — возглавлял политический центр.
Главным идеологом организации выступал профессор-корпоративист Педру Соареш Мартинеш, известный юрист и дипломат салазаровских времён. Важную роль в формулировании доктрины ЭЛП сыграли журналисты Жозе Ребордан Эштевеш Пинту и Вера Лагоа (при правлении Салазара и Каэтану оба они, особенно Вера Лагоа, стояли на левых позициях, но сильно разочаровались в революционном процессе, наблюдая, как бывшие салазаристы без проблем переходят в революционный лагерь и начинают преследовать «контрреволюционеров»). В предварительных совещаниях по созданию ЭЛП участвовал популярный в стране кавалейру — тореро португальской корриды — Жозе Жуан Зою.
Отмечались регулярные консультации Барбьери Кардозу с разведчиком Жорже Жардином (бывший спецпредставитель Салазара в Африке). Сообщалось также о контактах Кардозу с бывшим инспектором ПИДЕ Антониу Роза Казаку (руководитель спецгруппы, совершившей убийство Умберту Делгаду), но этого не подтверждали ни тот, ни другой.

### Кадры
В Армии освобождения Португалии состояли несколько тысяч человек. Костяк составляли бывшие сотрудники ПИДЕ, члены Португальского легиона, иногда армейские офицеры-салазаристы и самые радикальные сторонники Спинолы, ориентированные на вооружённое подполье. К ЭЛП примкнули члены правых организаций, запрещённых властями в сентябре 1974. Наиболее активная деятельность велась в Северном регионе, где традиционно сильны правые настроения и влияние католической церкви. Подпольный оперативный центр ЭЛП размещался в Браге, сильные структуры действовали в Порту.

Были там искатели приключений и насилия, были «правые Че Гевары», энтузиасты «национально-освободительной войны» против коммунизма.

Подпольные группы ЭЛП функционировали в сетевом формате конспиративных ячеек. Стандартная ячейка состояла из семи человек — обычно членов семьи и ближайших друзей организатора. Горизонтальных связей между ними не устанавливалось, каждая ячейка действовала автономно. Оперативно-боевое командование осуществлял Франсишку ван Уден, замкнутый непосредственно на Кардозу. Политический курс под руководством Кардозу вырабатывал Алмейда Араужу. Объекты недвижимости, используемые организацией в Испании, принадлежали Соарешу Мартинешу.
В организации проводилось функциональное разделение. Политической пропагандой заведовал профессиональный публицист Ребордан Эштевеш Пинту, редактор газеты Libertação — Освобождение (вышло два номера издания). Акции психологической войны курировал Мигел Фрейташ да Кошта, транспорт и логистику — Вашку Барата, сбор информации — Карлуш Вейга (все они были известны Кардозу по службе в ПИДЕ). К организации примыкал, хотя формально не состоял военно-морской офицер Нуну Барбьери, сын Барбьери Кардозу. Его функция заключалась в координации действий ЭЛП с МДЛП и другими союзными организациями.
Основное финансирование ЭЛП поступало от симпатизировавших организации состоятельных людей. Предприниматели Мануэл Виньяш и Мануэл Бульоза, адвокат Жозе Мартинш Соареш (интересно, что при Каэтану он был членом маоистской партии PCTP/MRPP) совещались с Кардозу ещё осенью 1974. Другим важным источником являлась поддержка зарубежных единомышленников.
Активный отклик ЭЛП находила в среде реторнадуш — португальских поселенцев, вынужденно возвратившихся из бывших колоний в Африке. Агенты ЭЛП сумели проникнуть в Институт поддержки возвращения сограждан (IARN), занимавшийся проблемами реторнадуш, и развернули интенсивную активную вербовку.

### Идеи
Армия освобождения Португалии занимала позиции самого крайнего ультраправого антикоммунизма. При этом ЭЛП не идеализировала режим «Нового государства», особенно в его последние десятилетия. ЭЛП занимала более радикальные позиции. Изгнание марксистов понималось как «революция справа» — которая искоренит в Португалии коммунизм, социализм и либерализм, утвердит принципы интегрализма, корпоративизма и лузотропикализма. В первых же публичных заявлениях Армия освобождения Португалии подчёркивала, что стремится не восстановить старый режим, а установить новый. Принципы демократии формально не отвергались и временами оценивались положительно — но в непременном противопоставлении коммунизму.
Риторика и действия ЭЛП отличались наибольшей жёсткостью в лагере правых сил. Изначально и однозначно делалась ставка на политическое насилие.

Мы не сможем победить, если не используем революционных методов. И недавняя, и далёкая история показала бесперспективность классической политической борьбы демократическим путём, если враг организован по принципам революционного процесса.

ЭЛП — Директива N 1

Для ЭЛП было характерно увлечение средневековой и даже античной романтикой. Газета «Libertação» писала о «вдохновляющей славе древних греков, германцев, кельтов». Ещё большее место занимали португальские национальные и католические традиции, образы древней и средневековой Лузитании, португальская миссия в лузитанском мире. ЭЛП выступала категорически против деколонизации, отстаивала «многоконтинентальность Португалии». Борьба за сохранение колоний подавалась как «португальское сопротивление советскому и американскому империализму».
Эмблема ЭЛП представляла собой изображение чёрного щита с красной аббревиатурой организации ELP (либо красного щита с чёрной аббревиатурой) в виде эфеса шпаги.

## Международные связи
Легальная штаб-квартира организации базировалась в Мадриде. Возглавлял её бывший офицер ПИДЕ Жозе Мануэл да Кунья Пасу. Связи с Испанией вообще играли важную роль в деятельности ЭЛП. Там размещались основные базы, скалды и арсеналы, оттуда организовывалось снабжение оружием и пропагандистскими материалами, туда уходили боевики после совершения операций.

Люди Кардозу и Жардина наладили доставку оружия из дружественной франкистской Испании и нашли людей, которым это оружие было вложено в руки.

Испанское правительство Ариаса Наварро, оказывало политическую и моральную поддержку ЭЛП и МДЛП, но воздерживалось от прямого вмешательства в португальское противостояние. Но ультраправые франкисты, не связанные дипломатическими ограничениями, активно содействовали ЭЛП. Главным оперативно-политическим партнёром португальских ультраправых и посредником в их отношениях с испанскими политическими и военными властями являлся Мануэль Фрага Ирибарне. Как легальное прикрытие использовались коммерческие фирмы Tecnomotor SA и Sociedad Mariano. Первая структура была в своё время создана при участии Валерио Боргезе и Отто Скорцени, вторая связана с Мариано Санчесом Ковисой и его организацией Партизаны короля Христа, во всех отношениях близкой ЭЛП. Помощь для португальских единомышленников организовывали ветераны Голубой дивизии и Испанской фаланги, в том числе Пилар Примо де Ривера, сестра основателя Фаланги Хосе Антонио.
Франсишку ван Уден контактировал с видными европейскими политиками, встречался в Бельгии с королём Бодуэном. Связи с иностранными партнёрами Кардозу поддерживал лично, по прежним каналам спецслужбы. ЭЛП являлась элементом европейского «ультраправого интернационала». Особое значение имели связи со структурой Aginter Press, которую возглавляли француз Ив Герен-Серак и итальянец Стефано Делле Кьяйе. Много лет штаб-квартира Aginter Press базировалась в Лиссабоне и тесно сотрудничала с ПИДЕ. С 1974 сопротивление новым португальским властям понималось как первоочередная задача. Герен-Серак участвовал в учредительном собрании ЭЛП.
Среди активистов ЭЛП были бразильские интегралисты, французские ультраправые с опытом ОАС, итальянцы из Национального авангарда, кубинские антикоммунистические эмигранты. Итальянский физик Элиодоро Помар и французский инженер Жан-Мари Лоран организовали производство взрывчатых материалов и налаживание радиопередатчиков ЭЛП.
Представители ЭЛП участвовали в ангольской гражданской войне на стороне ФНЛА/ЭЛНА, в том числе в битве при Кифангондо. Оперативные связи с ЭЛП поддерживали Жилберту Сантуш-и-Каштру в Анголе и Орланду Криштина в Мозамбике.

## Террористическая активность
11 марта 1975 года Спинола и его сторонники предприняли попытку военного выступления справа. Акция закончилась полной неудачей, после чего Спинола вынужден был покинуть страну. 23 марта командующий Северным военным округом капитан Эурику Корваку на пресс-конференции в Порту объявил об обнаружении «фашистской организации „Армия освобождения Португалии“, которая из Испании пытается залить Португалию кровью, развязав гражданскую войну». 29 марта последовало заявление ЭЛП: организация отрицала своё участия в событиях 11 марта, но предупредила, что намерена действовать по всей Португалии.
Первая зафиксированная акция ЭЛП была совершена 27 мая 1975 — нападение на штаб-квартиру леворадикальной организации MDP/CDE в Брагансе. 1 июня был брошен коктейль Молотова на одном из левых мероприятий в Лиссабоне. В Вилар-Формозу взорван военный радар. Со специального самолёта устроена серия лесных пожаров на атлантическом побережье.
Середина 1975 года получила в Португалии название Verão Quente — Жаркое лето. На этот период пришлась основная террористическая активность ЭЛП. Газета «Libertação» приветствовало «справедливый бунт португальского народа в защиту христианства и свободы». 25 июля была разгромлена штаб-квартира ПКП в Эшморише. Атакам подверглись представители компартии, армейского КОПКОН (континентальное оперативное командование, возглавляемое леворадикалом Карвалью), прокоммунистических организаций. Боевики ЭЛП устроили взрыв в посольстве Кубы в Лиссабоне, в результате погибли два кубинских дипломата (хотя обычно теракты в Португалии совершались без человеческих жертв). 19 августа вооружённые боевики ЭЛП налётом освободили из тюрьмы Нуну Барбьери.
В общей сложности Армии освобождения Португалии приписывается 566 акций насильственного характера — взрывов, обстрелов, поджогов, избиений, забрасываний камнями. Возможно, однако, на счёт ЭЛП неправомерно отнесены все теракты того периода — хотя такие действия совершались и другими организациями — МДЛП, CODECO, движением Мария да Фонте. Однако не менее тридцати терактов несомненно совершены ЭЛП и отличались особой жёсткостью. Среди полевых оперативников ЭЛП выделялись Ребордан Эштевеш Пинту (по совместительству с журналистикой), Жозе Кампуш, Жозе Иполиту Ваз Рапозу, Луиш Фернандеш.
ЭЛП вела активную антикоммунистическую и антиправительственную пропаганду, организовывала забастовки на национализированных предприятиях, саботаж сбора налогов. Пропаганда ЭЛП прямо призывала физически уничтожать «коммунистических убийц». Распространялись брошюры, обучавшие изготовлению оружия и взрывчатых веществ. С очевидной целью «Libertação» публиковала имена и адреса левых военных и прокоммунистических политиков. Призыв «К оружию, португальцы!» был типичным завершением статьи.

Каждый португалец должен стать боевиком.

22 сентября взорвана бомба на военно-морском объекте в Кашкайше, 25 октября взорваны автомобили коммунистических офицеров и адвокатов. 4 ноября при нападении боевиков ЭЛП на Центр аграрной реформы в Сантарене два человека были убиты, около двадцати ранены.
Наибольший размах был достигнут на севере Португалии. Серьёзное организационное содействие оказывал идеолог антикоммунистического сопротивления каноник Эдуарду Мелу Пейшоту, викарий арихиепархии Браги. Важную роль играл специалист по тайным операциям Жорже Жардин.

Структура антикоммунистического терроризма была основана на четырех компонентах: поддержка церковной иерархии с центром в семинарии Браги; оперативная, техническая и экономическая помощь от Испании, которая обеспечила надёжный тыл; сотрудничество с враждебными 25 апреля военными, придающими движению эффективность; наконец, единство всех политических сил, от социалистов до правых, в большинстве центральных и северных районов страны.

В то же время отношения ЭЛП с другими антикоммунистическими силами были весьма непростыми. Проблемы создавались ультраправым радикализмом организации. Капитан Гильерме Алпоин Калван, один из основателей и руководителей МДЛП, отмечал, что «предложения ЭЛП часто оказывались неприемлемыми», поскольку «антикоммунизм — фактор важный, но недостаточный». Другой деятель МДЛП христианский демократ Жозе Саншеш Озориу называл ЭЛП «антидемократической, фашистской и криптонацистской» организацией. С другой стороны, вполне находили общий язык оперативники МДЛП Жуакин Феррейра Торреш и Рамиру Морейра.

Акции ЭЛП были не массовыми силовыми протестами, как у «Марии да Фонте». Не военными операциями, как у МДЛП. Люди Кардозу специализировались на актах «криминально-полицейского» характера. В том и особенность ЭЛП на фоне Жаркого лета.

Не все акции ЭЛП проводились эффективно. Были отмечены несколько крупных провалов. Наиболее серьёзный — переход подпольного оперативника Жуана Пинту Раниту в тайные осведомители военной разведки. Ранее он состоял в Португальском легионе, идеологически был сторонником ЭЛП, но категорически отвергал террористические методы. Несколько месяцев Пинту Раниту работал под прикрытием и передал властям большой массив информации о совещаниях и планах руководства ЭЛП. При попытке взрыва телерадиостанции Rádio e Televisão de Portugal в Монсанту погибли двое боевиков. Не удалось организовать радиотрансляционные станции ЭЛП на португало-испанской границе. Случайный угон автомашины ван Удена в Порту привёл к тому, что партия оружия и фальшивых документов оказалась в руках полиции. По согласованию с королём Марокко Хасаном II боевики ЭЛП планировали взорвать в Алжире штаб-квартиру запрещённой организации марокканских коммунистов. Замысел не удался: акцию пресекла алжирская полиция.
Боевики ЭЛП подозревались в убийстве священника Максимиано Барбозы ди Созы — Падре Макса, активиста маоистского Народно-демократического союза. Вместе с ним погибла 19-летняя студентка Мария ди Лурдеш. Однако более основательной считается другая версия этого преступления, связанная с МДЛП. Обвинение в отношении четверых активистов не было доказательно подтверждено, но политическую ответственность суд возложил на МДЛП.
На 1 декабря 1975 года ЭЛП планировала массированное вторжение в Португалию вооружённых боевиков из Испании. Предполагалось соединиться с внутренним подпольем и осуществить силовое свержение властей. Однако ход событий в стране радикально изменил ситуацию.

## Стабилизация и дезактуализация
25 ноября 1975 ультралевые силы во главе с полковником Карвалью предприняли свою попытку государственного переворота. Подобно Спиноле в марте, они также потерпели полный провал. Победу одержали военная Группа девяти, социалисты и правые силы, ориентированные на демократическое развитие западноевропейского типа. Влияние коммунистов и леворадикалов резко пошло на спад. Организации типа ЭЛП, а также МДЛП, CODECO, «Мария да Фонте», перестали быть адекватны новому положению и постепенно прекратили свою деятельность.

Армия освобождения Португалии благодарит членов CDS, PPD, PDC, представителей церкви, прихожан, банковских служащих — всех, кто своими инициативами поддерживал нашу справедливую борьбу, кто помогал очищать страну от коммунистических предателей, от всех негодяев, которые пытались заставить нас перестать быть самими собой. Также мы благодарны всем, кто нас хорошо понимал.

Листовка ЭЛП

Хотя ещё в декабре 1975 года ЭЛП по инерции призывала готовиться к гражданской войне, ситуация стабилизировалось. На парламентских выборах 1976 года социалисты и правоцентристы в совокупности получили около 75 % голосов, коммунисты оказались в изоляции. На этом фоне ультраправый радикализм окончательно дезактуализировался. Правую и антикоммунистическую политику эффективно проводили гражданские парламентские партии. Датой завершения деятельности ЭЛП считается 2 апреля 1976.

## Судьбы
Барбьери Кардозу был заочно судим на процессе об убийстве Делгаду, признан виновным в служебных злоупотреблениях и приговорён к четырём годам тюрьмы (обвинений, связанных с ЭЛП, ему не предъявлялось). После победы Демократического альянса на парламентских выборах 1980 он был амнистирован и вскоре вернулся в Португалию. Умер в 1985. Педру Соареш Мартинеш преподавал в Лиссабонском университете, был членом Академии наук. Скончался в 2021. Франсишку ван Уден занялся спортивно-рыболовным и риэлтерским бизнесом, высказывается в пользу демократической конституционной монархии.
Некоторые активисты ЭЛП участвовали в политической борьбе 1980—1990-х, консультировали политиков системных правых партий, поддерживали связи с ВАКЛ. Португальские антикоммунисты — ветераны «правого крестового похода» замечались в сентябре 1985 на техасском собрании генерала Синглауба.